# Hopsa
Hopsa (Titel nach der Interjektion hopsa! aus der deutschen Umgangssprache) ist eine Revue-Operette in zwei Teilen (18 Bildern) von Paul Burkhard. Das Libretto verfassten Paul Baudisch und Armin L. Robinson. Letzterer steuerte auch zusammen mit Robert Gilbert die Gesangstexte bei. Das Werk erlebte seine Uraufführung am 30. November 1935 am Stadttheater Zürich.

## Orchester
Zwei Flöten, zwei Oboen, zwei Klarinetten, zwei Fagotte, zwei Altsaxofone, zwei Tenorsaxofone, vier Hörner, drei Trompeten, drei Posaunen, Harfe, Banjo, Klavier oder Celesta, großes Schlagwerk und Streicher. Daneben gibt es vom Komponisten auch eine reduzierte Orchesterbesetzung für kleinere Theater.

## Bühnenbilder
Erster Teil: Bild 1: Vor dem Vorhang, Bild 2: Klassenzimmer einer Mädchenschule,
 Bild 3: Schulgarten, Bild 4: Saal im Rathaus, Bild 5: Eisenbahnwaggon, Bild 6: Großer Platz in New York, Bild 7: Büro in einem Theater, Bild 8: Theaterfoyer;
Zweiter Teil: Bild 9: Theaterbühne, Bild 10: Wohnzimmer in einer Artistenpension,
 Bild 11: Hotelsalon, Bild 12: In einer Bar, Bild 13: Vor dem Vorhang,
 Bild 14: Theatergarderobe, Bild 15: Zimmer einer Pension, Bild 16: Gang zur Bühne,
 Bild 17: Revuebild auf der Bühne, Bild 18: Farmerhaus mit Garten

## Handlung

### Ort und Zeit
Die Operette spielt in der fiktiven amerikanischen Kleinstadt Wiggletown und in New York City zur Zeit der Uraufführung, also um 1935.

### Erster Teil
Das Waisenkind Mary Miller wird von allen nur „Hopsa“ genannt. Obwohl das schüchterne Mädchen in seinen Lehrer Bill Carter heimlich verliebt ist, hasst es die Schule und sehnt sich nach einer eigenen Familie mit vielen Kindern und einem Leben auf dem Land. Ganz andere Wünsche hat ihre Freundin Gloria Perkins, die Tochter des Bürgermeisters. Diese liebt zwar die Schule ebenfalls nicht; aber sie träumt von einer Karriere auf dem Theater und einem Publikum, das ihr zu Füßen liegt. Vor kurzem hat sie sich mit Bill Carter verlobt und will nun, dass er sie endlich heirate. Der junge Lehrer fasst sich ein Herz und bittet den Bürgermeister um die Hand seiner Tochter. Leider trifft er ihn im unpassendsten Moment an, sodass ihn das Stadtoberhaupt gleich abblitzen lässt.
Die ehrgeizige Gloria überredet ihren Verlobten, mit ihr nach New York zu fliehen. Ihr Vater werde dann an eine Entführung glauben und seine Einstellung zu einer Heirat bald ändern. Bill Carter kommt dieser Plan gerade recht, wird er doch seit ein paar Tagen von einem Detektiv namens Ellery King mehr oder weniger unauffällig beschattet, ohne sich bewusst zu sein, was er verbrochen haben könnte. Als Hopsa erfährt, dass Bill mit Gloria nach New York entschwunden ist, reist sie den beiden kurzerhand nach.
In einem Gespräch mit dem Detektiv erfährt Bürgermeister Perkins, weshalb dieser auf Bill Carter angesetzt worden ist: Eine entfernte reiche Verwandte hat den Lehrer zu ihrem Alleinerben bestimmt, das Testament aber mit der Klausel versehen, dass Bill Carter die Erbschaft nur dann erhalte, wenn er Abstinenzler sei. Bei diesem Gedanken ändert der Bürgermeister rasch seine Meinung über den Lehrer; denn ein reicher Schwiegersohn wäre ihm ganz recht für seine Tochter. Spontan entschließt er sich dazu, die beiden in der Großstadt zu suchen. Ellery King will seinen Auftrag erfolgreich beenden und begleitet das Stadtoberhaupt.
Alle, die gestern Wiggletown verlassen haben, führt der Zufall wieder im New Yorker Roxytheater zusammen. Dort wird gerade eine neue Revue einstudiert, und ein paar Rollen sind noch zu besetzen, auch die der Hauptdarstellerin. Enttäuscht muss Gloria Perkins feststellen, dass der Weg zum Erfolg mit großen Steinen gepflastert ist; denn sie erhält nur eine unbedeutende Nebenrolle. Großes Glück winkt dagegen Hopsa. Regisseur
J. G. B. Brown hört, wie das Mädchen tanzend ein populäres Volkslied zum Besten gibt und verliebt sich sofort in sie. In ihr glaubt er, seine perfekte Hauptdarstellerin gefunden zu haben, weshalb er ihr spontan die Rolle anbietet, sehr zum Leidwesen ihrer Freundin.

### Zweiter Teil
Regisseur Brown hat es nicht bereut, die süße Hopsa aus der Provinz mit der Hauptrolle besetzt zu haben; denn bei den Proben macht das Mädchen sowohl als Sängerin wie auch als Tänzerin eine gute Figur. Browns Herz ist vollends für sie entbrannt. Seine Bemühungen, sich auch als Privatmann dem Mädchen zu nähern, sind allerdings zum Scheitern verurteilt.
In einer Bar begegnen sich Bill Carter und Ellery King. Der Lehrer glaubt, sein Schwiegervater in spe habe den Detektiv auf ihn angesetzt, um ihn als Kidnapper verhaften zu lassen. Als ihm der Detektiv einen Drink spendieren möchte, lehnt er energisch ab. So hat er ihm ganz unbewusst seine Abstinenz bewiesen und sich würdig als Erbe gezeigt.
Am Premierenabend trifft Bill Carter im Theater auf den Regisseur der Revue und schwärmt in den hellsten Tönen von der zauberhaften Hauptdarstellerin. Brown packt die Eifersucht. Wütend fordert er den jungen Mann auf, Hopsas Karriere nicht im Wege zu stehen. Es gelingt ihm auch, den verdutzten Bill davon zu überzeugen, dass dies für Hopsa das beste sei. Bevor er aber die Heimreise nach Wiggletown antritt, schreibt er Hopsa noch schnell einen Abschiedsbrief.
Hopsa steht kurz vor ihrem ersten Auftritt, als sie Bills Brief erreicht. Zwischen den Zeilen liest sie, dass ihm Gloria inzwischen gleichgültig geworden ist und sein Herz eigentlich ihr gehört. Sie vergisst ihren Auftritt, verlässt das Theater und macht sich auf die Suche nach Bill. Als sie in der Pension sein Zimmer betritt, starren sie der alte Perkins und Ellery King verdutzt an. Ihren Geliebten selbst sieht sie schlafend auf der Couch liegen. Er war, als er im Theater den Bürgermeister mit dem Detektiv auf sich zukommen sah, über die Feuerleiter geflüchtet, hatte sich dabei verletzt und deshalb ein starkes Schmerzmittel eingenommen, das ihn in den Schlaf versetzt hat. Hopsa glaubt nun, dass Bill endgültig verloren für sie sei. Rasch kehrt sie zum Theater zurück, um ihre Rolle zu spielen. Dazu ist es aber jetzt zu spät. Die Vorstellung ist schon im Gange und Gloria hat ihren Part übernommen. Sie, die schon von Anfang an auf diese Rolle spekuliert und sie heimlich einstudiert hatte, nutzte diese einmalige Gelegenheit gleich aus. Dabei kann sie beweisen, dass sie ebenso viel Talent hat wie die vom großen J. G. B. Brown so hoch favorisierte Hopsa. Die Aufführung gerät zu einem großen Erfolg. Ein neuer Star am Revuehimmel ist geboren.
Hopsa kehrt mit ihrem Bill nach Wiggletown zurück. Dank seiner Erbschaft kann er ihr nun ihren Kindheitstraum erfüllen: Die beiden kaufen sich eine Farm, und bereits nach neun Monaten wird das erste Kind in der Wiege liegen.

## Musik
Typisch für die Revue- oder Schlageroperetten der Dreissigerjahre ist die Nähe zum Musical, und die Verwendung moderner Tanzrhythmen, die nach dem Ersten Weltkrieg von Amerika nach Europa herüberschwappten. Dies kommt dem Werk besonders zugute, zumal sein Schauplatz nicht im alten Europa liegt, sondern in der neuen Welt. Als musikalische Höhepunkte seien hervorgehoben:
- Jeder hat so seine Träume (Duett)
- Wer war Columbus (Ensemble)
- Mary Miller ist ein Mädchen (Ensemble)
- Du, ich hab dich lieb (Blues)
- Hopsa, das ist ein Mädel mit Musik
- Ich frag nicht, ob du Geld hast (Langsamer Walzer)
- Das Lied vom Nigger Jim